# Hadiach (huyện)
Huyện Hadiach (tiếng Ukraina: Гадяцький район, chuyển tự: Hadiachs’kyi raion) là một huyện của tỉnh Poltava thuộc Ukraina. Huyện Hadiach có diện tích 1595 km², dân số theo điều tra dân số ngày 5 tháng 12 năm 2001 là 64011 người với mật độ 40 người/km2. Trung tâm huyện nằm ở Hadiach.